# Liste der Erzbischöfe von Kalocsa
Die folgenden Personen waren Bischöfe und Erzbischöfe des Erzbistums Kalocsa (Ungarn):
- Astricus OSB (1000–1015)
- Georgius I. (1050–?)
- Desiderius (1075–1093)
- Fabianus (1094–?)
- Ugolinus (1103–?)
- Paulus I. (1111)
- Fulbertus (1111–?)
- Gregorius I. (1124–?)
- Fancica (1131–1134)
- Simon (1135–?) (erster Erzbischof)
- Muchia (1142–1149)
- Miko (1149–1165)
- Sayna (1167–?)
- Kosmas (1169–?)
- Andreas I. (1176–1186)
- Stephanus I. (1187–?)
- Paulus II. (1189–1190)
- Petrus I. Filius Chitilen (1190)
- Saul (1192–1202)
- Johannes I. von Meran (1202–1205)
- Berthold von Meran-Andechs (1206–1218)
- Ugrinus (1219–1241)
- Benediktus (1241–1254)
- Thomas I. (1255–1256)
- Smaragdus de Sambok (1257–1265)
- Stephanus II. (1266–1278)
- Johannes II. (1278–1301)
- Stephanus III. (1302–1305)
- Vincentius (1305–1312)
- Demetrius (1312–1317)
- Ladislaus I. de Jank, OFM (1317–1337)
- Ladislaus II. de Kabol (1342–1345)
- Stephanus IV. Büki (1345–1349)
- Nikolaus I. Szügyi (1349–1350)
- Dionysius Laczkfy (1350–1355)
- Nikolaus II. de Garamkeszi (1356–1358)
- Thomas II. de Thelegd (1358–1367)
- Stephanus V. de Frankló, OFAug (1367–1382)
- Ludwig I. von Helfenstein (1383–1391)
- Nikolaus III. Bubek (1391–1399)
- Sedisvakanz (1399–1401)
- Johannes III. de Scepus (1401–1403)
- Chrysogonus de Dominis, OFM (1404–1408)
- Nikolaus IV. de Corbavia (1408–1410)
- Branda (1410–1413) (Administrator)
- Andreas dei Benzi (1413–1431)
  - Carniarus de Ssholaribus (1420–1423)
- Johannes IV. de Boundelmontibus, OSB (1431–1448)
- Sedisvakanz (1448–1450)
- Raphael Herczegh (1450–1456)
- Stephanus VI. de Varda, Kardinal (1457–1471)
- Gabriel I. de Matuchina (1471–1477)
- Georgius II. de Hando (1478–1480)
- Petrus II. de Varadino (Petri de Warda) (1481–1501)
- Ladislaus III. Gereb (1501–1503)
- Gergely II. Frankopan (1503–1520)
- Sedisvakanz (1520–1523)
- Paulus III. Tomory, OFM (1523–1526)
- Sedisvakanz (1526–1530)
- János I. Frankopan, OFM (1530–1543)
- Sedisvakanz (1587–1596)
- Paulus IV. Gregorianec (1565)
- Sedisvakanz (1565–1572)
- Juraj Drašković von Trakošćan (1573–1587)
- Sedisvakanz (1587–1596)
- Ján V. Kutassy (1596–1597)
- Sedisvakanz (1597–1600)
- Martinus Pethe (1600–1607)
- Štefan Szuhay (1607–1608)
- Demetrius Napragy (1608–1619)
- Valentinus Lépes (1619–1623)
- János Telegdy (1624–1647)
- Sedisvakanz (1647–1649)
- János VII. Püski (1649–1657)
- Juraj IV. Szelepcsényi de Pohronc (1657–1666)
- Petrus III. Petretic (1667)
- Juraj V. Széchényi (1668–1685)
- Ján VIII. Gubasóczy (1685–1686)
- Martinus II. Borkovic, OS (1686–1687)
- Leopold Karl von Kollonitsch (1688–1695)
- Paulus V. Széchény (1696–1710)
- Emericus von Cháky de Keresszegh (1714–1732)
- Gabriel II. Hermanus von Patarcic (1733–1745)
- Sedisvakanz (1745–1747)
- Nikolaus V. von Csáky de Keresszegh (1747–1751)
- Ferenc II. von Klobusiczky (1751–1760) (auch Bischof von Agram und Siebenbürgen)
- József Batthyány (1760–1776)
- Ádám Patachich (1776–1784)
- Sedisvakanz (1784–1787)
- Ladislaus von Kollonitsch (1787–1817)
- Sedisvakanz (1817–1822)
- Peter Klobusiczky (1822–1843)
- Sedisvakanz (1843–1845)
- Ferenc de Nádasdy, Franciscus III. de Paula (1845–1851)
- Jozef Kunszt (1852–1866)
- Josef Lonovics von Krivina (1866–1867)
- Lajos Haynald, AEp. Carth. (1867–1891)
- Juraj Császka (1891–1904)
- Julius I. Városy de Veszprim (1905–1910)
- Ján Černoch (1911–1912)
- Árpád Lipót Várady (1914–1923)
- Gyula Zichy (1925–1942)
- Julius Glattfelder (1942–1943)
- József Grősz (1943–1961)
- Endre Hamvas (1964–1969)
- József Ijjas (1969–1987)
- László Dankó (1987–1999)
- Balázs Bábel (seit 1999)